# Oiapoque
För andra betydelser, se Oiapoque (olika betydelser).

En illustration som visar hur Chariklo och dess ringar kan se ut.

Oiapoque eller 2013C1R Oiapoque är den inre av två ringar som omger asteroiden 10199 Chariklo Chariklo är en 250 kilometer stor småplanet i omloppsbana mellan planeterna Saturnus och Uranus.  Upptäckten av ringar runt asteroiden gjordes när den ockulterade en stjärna den 3 juni 2013. Vid upptäckten var Chariklo det minsta objekt i solsystemet där man kunnat bekräfta förekomsten av ett ringsystem.
Den inre ringen, som är den något större, har fått namnet Oiapoque, efter en gränsflod mellan Brasilien och Franska Guyana, Oyapock (Oiapoque). En stad med samma namn ligger vid floden, i den brasilianska delstaten Amapá.
Den inre ringens täthet varierade med 21 procent under observationerna vid upptäckten. Liknande asymmetrier har observerats vid studier av Uranus tunna ringar. Areadensiteten uppskattas till 30–100 g/cm², vilket gör att massan av hela den inre ringen motsvarar storleken av en isig himlakropp med en diameter på ungefär två kilometer.
| Namn    | Smeknamn | Banradie (km) | Bredd (km)                   | Optiskt djup | Ytdenstet (g/cm2) | Massa, ekvivalent storlek | Lucka mellan ringarna (km) |
| ------- | -------- | ------------- | ---------------------------- | ------------ | ----------------- | ------------------------- | -------------------------- |
| 2013C1R | Oiapoque | 390,6 ± 3,3   | 6,16 ± 0,11 till 7,17 ± 0,14 | 0,4          | 30 – 100          | isboll ~2 km i diameter   | 8,7 ± 0,4                  |
| 2013C2R | Chuí     | 404,8 ± 3,3   | 3.4+1.3 −2.0 to 3.6+1.1 −1.4 | 0,06         | ?                 | isboll ~1 km i diameter   | 8,7 ± 0,4                  |